# 273 v.Chr.
Het jaar 273 v.Chr. is een jaartal volgens de christelijke jaartelling.

## Gebeurtenissen

### Europa
- Koning Runo (273 - 267 v.Chr.) volgt zijn oom Idvallo op als heerser van Brittannië.
- De Etruskische stadstaat Caere wordt gedwongen om veel van zijn kuststrook aan Rome af te staan.

## Overleden
- Appius Claudius Caecus (~340 v.Chr. - ~273 v.Chr.), Romeins consul en veldheer (67)